# Charlotte Hope
Charlotte Hope (ur. 15 października 1991 w Salisbury) – angielska aktorka, która wystąpiła m.in. w filmie Sprzymierzeni i serialu Gra o tron. Podkładała również głos osoby grywalnej Sally Boyle w grze wideo pod tytułem We Happy Few.

## Filmografia

### Filmy
| Rok  | Tytuł                      | Rola              | Uwagi       |
| ---- | -------------------------- | ----------------- | ----------- |
| 2012 | Les Misérables. Nędznicy   | robotnica         |             |
| 2013 | Kobieta w ukryciu          | młoda prostytutka |             |
| 2014 | Insomniacs                 | Jenny             | krótkometr. |
| 2014 | Teoria wszystkiego         | Philippa Hawking  |             |
| 2014 | Playhouse Presents: Marked | Primrose          |             |
| 2015 | North v South              | Willow Clarke     |             |
| 2015 | Już za tobą tęsknię        | nastoletnia Jess  |             |
| 2016 | Zjednoczone królestwo      | Olivia Lancaster  |             |
| 2016 | Sprzymierzeni              | Louise            |             |
| 2017 | Three Christs              | Becky             |             |
| 2018 | Zakonnica                  | siostra Victoria  |             |

### Telewizja
| Rok       | Tytuł                  | Rola                   | Uwagi              |
| --------- | ---------------------- | ---------------------- | ------------------ |
| 2010      | Na sygnale             | Ava Dunlop             | 1 odc.             |
| 2010      | Missing                | Caitlin Morgan         | 1 odc.             |
| 2011      | Budząc zmarłych        | Abigail Harding        | 2 odc.             |
| 2012      | Doctors                | Niamh Curram           | 1 odc.             |
| 2012–2013 | Szpital Holby City     | Eleanor Campbell       | 3 odc.             |
| 2013      | Love and Marriage      | Alice                  | 1 odc.             |
| 2013      | Law & Order: UK        | Holly Leigh            | 1 odc.             |
| 2013      | Morderca z Whitechapel | Josie Eagle            | 2 odc.             |
| 2013–2016 | Gra o tron             | Myranda                | 8 odc.             |
| 2014      | Vera                   | Saskia Barnes          | 1 odc.             |
| 2014      | Muszkieterowie         | Charlotte Mellendorf   | 2 odc.             |
| 2016      | Śmierć pod palmami     | Lucy Preville          | 1 odc.             |
| 2016      | Houdini & Doyle        | Molly Morgan           | 1 odc.             |
| 2017      | Diana and I            | Sophie Lewis           | film TV            |
| 2018      | Endeavour              | Eve Thorne             | 1 odc.             |
| 2019-2020 | Hiszpańska księżniczka | Katarzyna Aragońska    | gł. rola           |
| 2020      | Bancroft               | Annabel Connors        | 3 odc.             |
| 2020      | Angielska gra          | Margaret Alma Kinnaird | miniserial, 6 odc. |